# Arcibiskupský palác (Košice)
Arcibiskupský palác je rokokově-klasicistní budova nacházející se na Hlavní ulici 28 v Košicích. Palác je chráněn jako národní kulturní památka Slovenské republiky.

## Historie
Košice dříve patřily do egerské diecéze, která byla založena v roce 1001. Po více než osmi staletích, v roce 1804, bylo považováno za obtížné spravovat tak velké území se stále rostoucím počtem věřících. Na základě toho byla zřízena nová Košická diecéze, jejímž patronem se stal svatý Ondřej. Prvním biskupem nově zřízené diecéze se stal Andrej Szabó. Místo jeho sídla mělo být co nejblíže Dómu svaté Alžběty i samotné farnosti. Proto bylo rozhodnuto o koupi čtyř domů na Hlavní ulici, které byly postupně přestavěny na jednu samostatnou budovu. Vznikl tak biskupský palác, který sousedil s farou a bankou, jež byla jednou z nejstarších spořitelen v Košicích.
Samotná rezidence byla dokončena v roce 1809 a vyhořela 28. května 1841. Opravil ji biskup Anton Ocskay. Po rekonstrukci zde pobýval rakouský císař František Josef I. (v letech 1851, 1857). V této době se v budově nacházela také biskupská knihovna a galerie portrétů biskupů diecéze, která vznikla v roce 1893. V rezidenci se v levém křídle budovy nacházela kaple. Košickou diecézi nejdéle zveleboval monsignor Dr. Jozef Čársky. Po jeho smrti v roce 1962 zůstal košický biskupský úřad neobsazen až do konce komunistického režimu v Československu. Později v budově sídlil církevní soud a kaplani a řeholnice.
V roce 1995 kostel navštívil Košice papež Jan Pavel II. Během své návštěvy povýšil tehdejšího košického biskupa Alojze Tkáče na arcibiskupa. Také rozdělil Slovensko na dvě arcibiskupství: Bratislavsko-trnavské arcibiskupství a Košické arcibiskupství. Z biskupského paláce se tak stal současný arcibiskupský palác, kde arcibiskupství sídlí dodnes.

## Vzhled
Budova má jednotné rokokově-klasicistní fasádu členěnou pilastry a zakončenou podstřešní římsou. Portálový rizalit je zvýrazněn balkonem na sloupech s kovaným zábradlím a zvýšeným štítem, zdobeným plastikami. Reprezentativní místnosti v prvním patře mají bohatou štukovou klenbu s rokokovou výzdobou.

## Pamětní desky

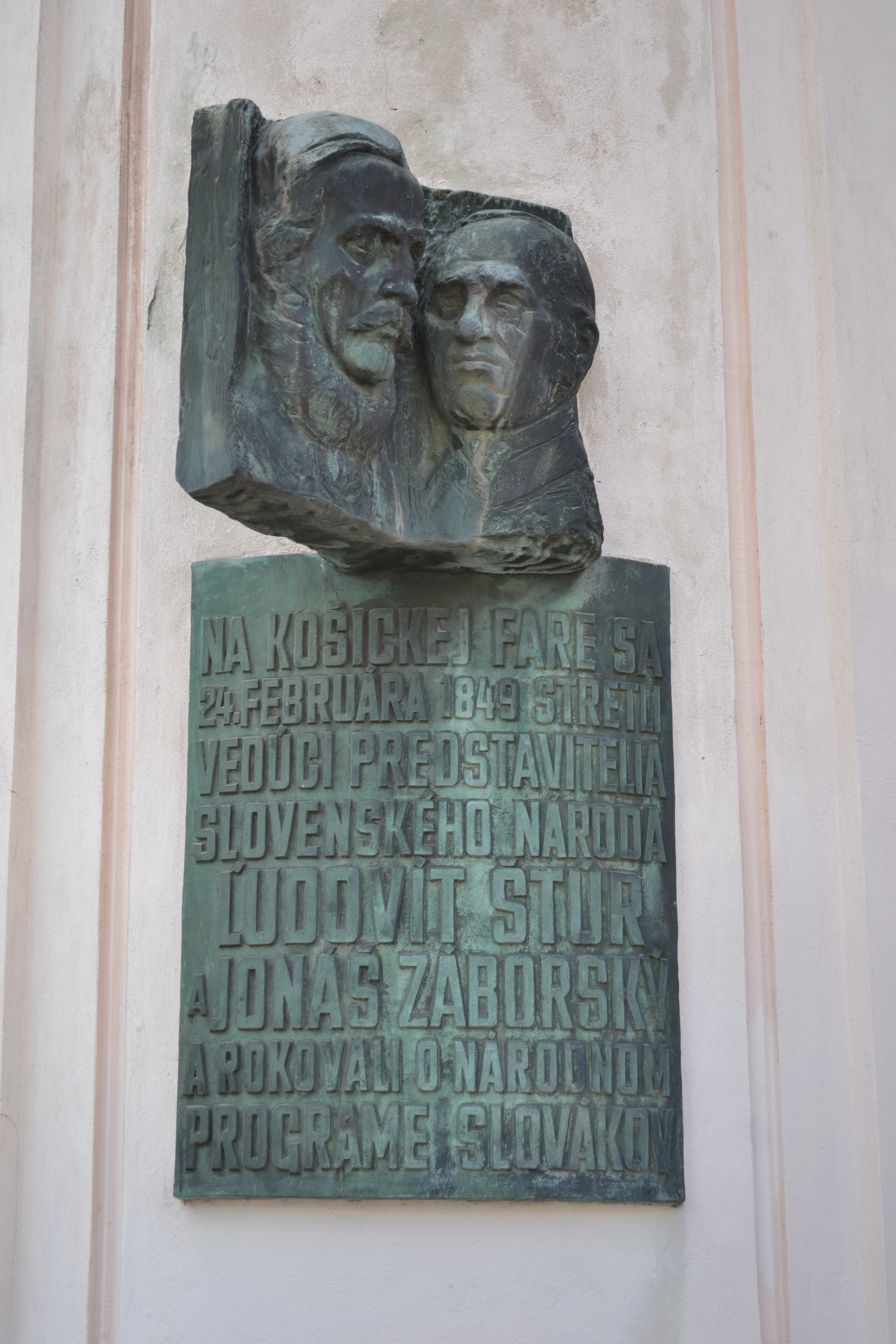
Pamětní deska Štúra a Záborského

V roce 1849 se v budově setkali známí vůdci slovenského národa Ľudovít Štúr a Jonáš Záborský, což připomíná pamětní deska na průčelí budovy, nad níž je reliéfní dvojportrét Ľudovíta Štúra a Jonáše Záborského.
Text na pamětní desce:
| „ | Na košickej fare sa 24. februára 1849 stretli vedúci predstavitelia slovenského národa Ľudovít Štúr a Jonáš Záborský a rokovali o národnom programe Slovákov. | “ |

Autorem pamětní desky je akademický sochař Juraj Bartusz. Deska byla odhalena v roce 1972.
V roce 1996 byla odhalena pamětní deska z bílého mramoru římskokatolickému biskupovi Jozefu Čárskému, který zde v minulosti působil. Autorem této pamětní desky je akademický sochař Arpád Račko.
Text na pamětní desce:
| „ | Prišiel som hľadať, čo sa stratilo – Jozef Čársky – 9.5.1886 Gbely – 11.3.1962 Košice – Biskup – Apolštolský administrátor Košickej diecézy, zakladateľ Slovenského katolíckeho kruhu v Košiciach, národovec, podporovateľ chudobných. Venuje arcibiskupstvo, Slovenský katolícky kruh a miestny odbor Matice slovenskej v Košiciach pri príležitosti 110. výročia jeho narodenia. | “ |